# Ashland (Kalifornia)
Ashland statisztikai település az USA Kalifornia államában, Alameda megyében. Lakosainak száma 23 823 fő (2020. április 1.).